# Immenblatt
Das Immenblatt (Melittis melissophyllum), auch Bastardmelisse genannt, ist die einzige Art der monotypischen Pflanzengattung Melittis innerhalb der Familie der Lippenblütler (Lamiaceae).

## Beschreibung

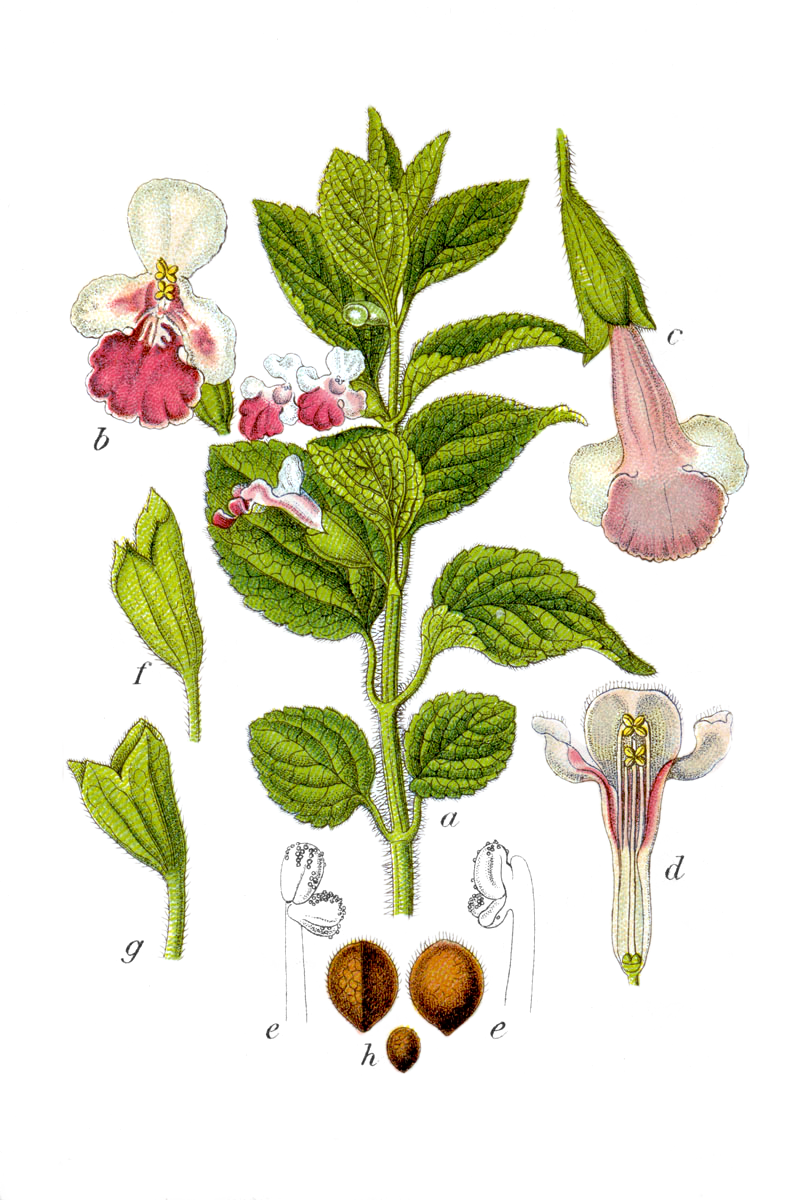
Illustration

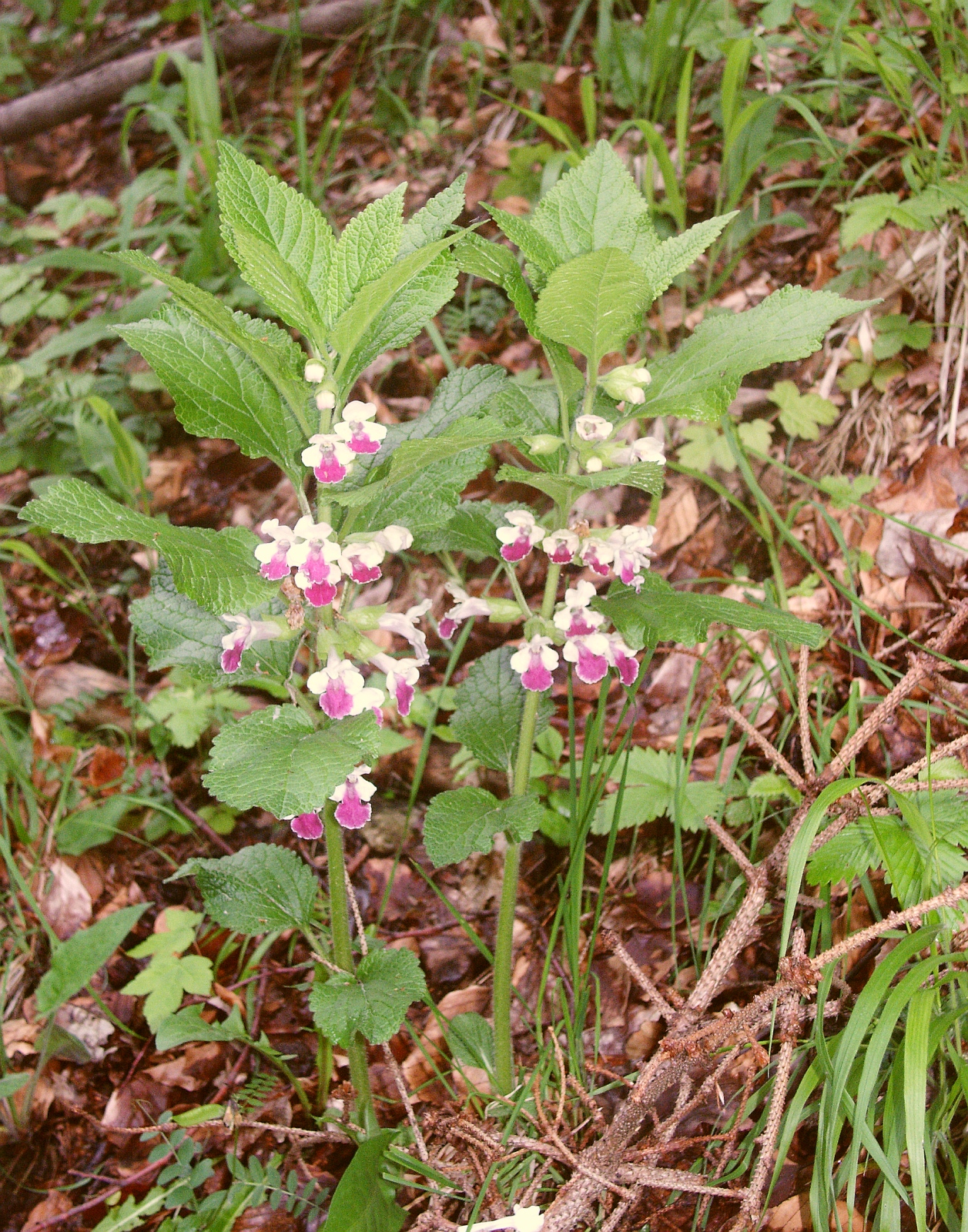
Habitus

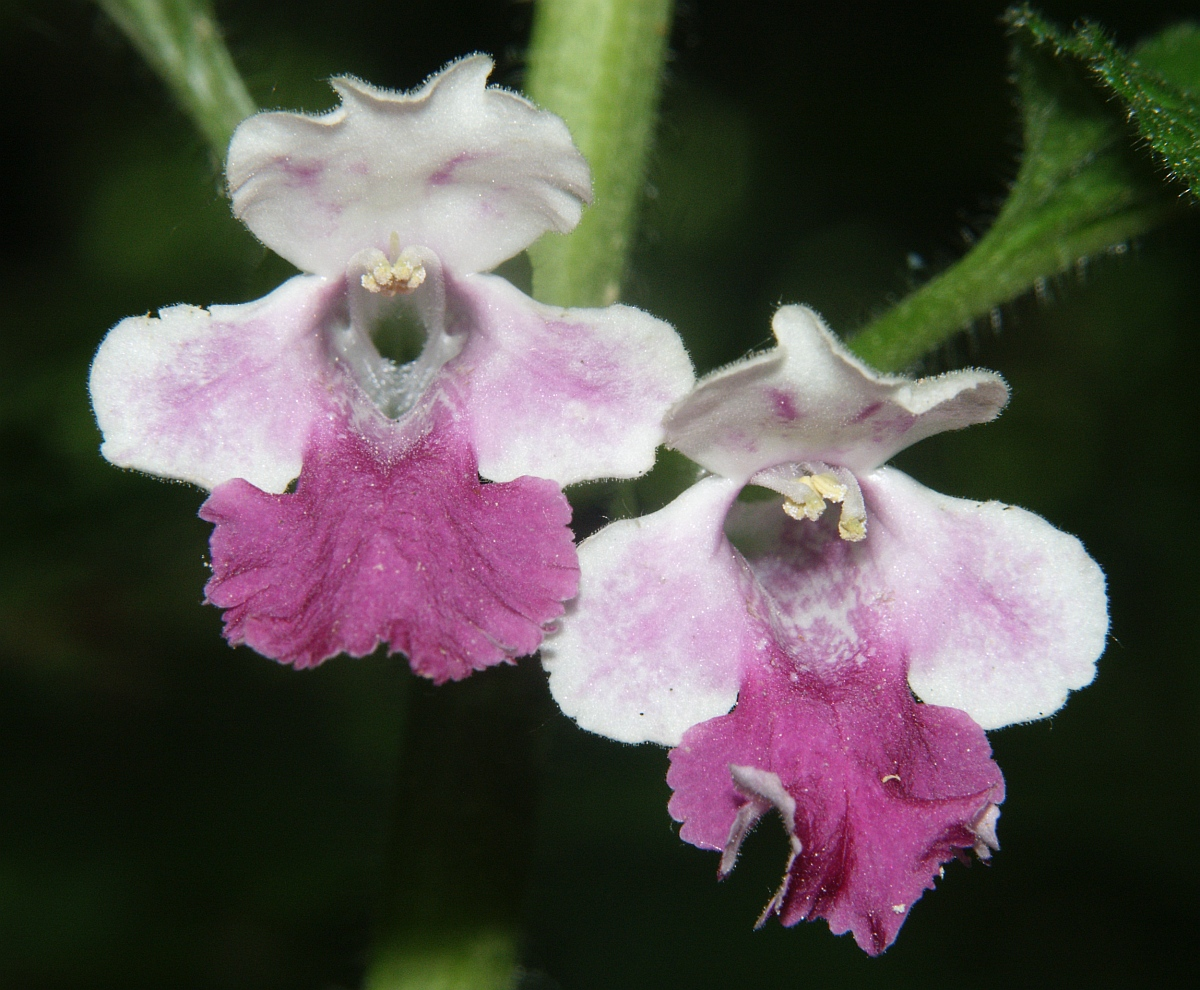
Die klassische Farbvariante

### Vegetative Merkmale
Das Immenblatt ist eine sommergrüne, ausdauernde krautige Pflanze, die Wuchshöhen von 20 bis 50 Zentimetern erreicht. Sie bildet ein kriechendes Rhizom. Die Stängel sind aufrecht und stumpf vierkantig. Die Stängel und Laubblätter sind dicht mit weichen Gliederhaaren besetzt.
Die gegenständig am Stängel angeordneten Laubblätter sind in Blattstiel und Blattspreite gegliedert. Der Blattstiel ist 0,5 bis 3 Zentimeter lang. Die einfache Blattspreite ist bei einer Länge von 4 bis 9 Zentimetern sowie einer Breite von 2 bis 5 Zentimetern eiförmig, runzlig, beiderseits behaart und am Rand grob gesägt bis gekerbt.

### Generative Merkmale
Die Blütezeit reicht Mai bis Juni. Je ein bis drei Blüten sitzen in den oberen Blattachseln und sind oft einseitswendig.
Die zwittrigen Blüten sind zygomorph und fünfzählig mit doppelter Blütenhülle. Der Kelch ist 1,5 bis 2 Zentimeter lang, breit glockig, zehn-nervig, sowie am Rand und auf den Nerven kurz, oft drüsig, behaart. Die Kelchoberlippe ist dreizähnig bis ganzrandig und länger als die zweizähnige Kelchunterlippe. Die Krone ist 3 bis 4,5 Zentimeter lang und ist außen meist weiß. Die ganzrandige, fein drüsig behaarte Kronoberlippe ist weiß oder hell-purpurfarben und innen punktiert. Die Unterlippe besitzt meist einen leuchtend purpurlilafarben Mittellappen. Manchmal, besonders in Südtirol, ist die Blütenkrone reinweiß. Die Kronröhre ist etwa 3 Zentimeter lang und schon am Kelchgrund erweitert. Die vier Staubblätter steigen unter der Oberlippe auf. Der Griffel endet in zwei kurzen Narbenästen.
Die Klausen sind 3,5 bis 5 Millimeter lang, glatt oder behaart. Wenn sie feucht sind, verschleimen sie.
Die Chromosomenzahl beträgt 2n = 30.

## Ökologie
Bei Melittis melissophyllum handelt es sich um einen Hemikryptophyten.
Blütenökologisch handelt es sich um proterandrische, nektarführende, nach Honig duftende Lippenblumen. Die Bestäubung des Immenblatts erfolgt durch Hummeln und Schmetterlinge.

## Vorkommen
Melittis melissophyllum ist ein meridional/montanes bis südtemperates Florenelement im ozeanischen Europa. Das Verbreitungsgebiet reicht von der Iberischen Halbinsel, Frankreich und den Britischen Inseln über Deutschland und Italien über Polen und die gesamte Balkanhalbinsel bis ins Baltikum und zentralen sowie südwestlichen Russland und zur Türkei.
In Österreich kommt es in allen Bundesländern mit Ausnahme von Vorarlberg vor. In Salzburg und Tirol ist es nur südlich vom Alpenhauptkamm bekannt, nämlich im Lungau und in Osttirol.
In Deutschland kommt es in den Bundesländern Baden-Württemberg, Bayern, Brandenburg, Niedersachsen, Rheinland-Pfalz, Sachsen, Sachsen-Anhalt und Thüringen vor, wobei es in den nördlichen Bundesländern als stark gefährdet bis vom Aussterben bedroht eingestuft wird. Auch in der Schweiz ist es heimisch.
Das Immenblatt wächst in wärmeliebenden Edellaubwäldern der collinen bis montanen Höhenstufe. Es wächst meist auf mäßig frischen, kalkhaltigen, lockeren und humosen Ton- und Lehmböden. Es ist eine Ordnungscharakterart der wärmegebundenen Eichenmischwälder (Quercetalia pubescentis). Es steigt am Ritten in Südtirol bis in Höhenlagen von 1327 Meter auf, in der südlichen Schweiz bis etwa 1400 Metern.
Die ökologischen Zeigerwerte nach Landolt et al. 2010 sind in der Schweiz: Feuchtezahl F = 2+w (frisch aber mäßig wechselnd), Lichtzahl L = 3 (halbschattig), Reaktionszahl R = 4 (neutral bis basisch), Temperaturzahl T = 4 (kollin), Nährstoffzahl N = 2 (nährstoffarm), Kontinentalitätszahl K = 4 (subkontinental).

## Systematik
Die Gattung Melittis wurde mit der Erstveröffentlichung von Melittis melissophyllum durch Carl von Linné in Species Plantarum, Tomus II, 1753, Seite 597 aufgestellt. Synonyme für Melittis L. sind: Melissophyllum Hill, Oenonea Bubani.
Der Gattungsname Melittis ist eine Neubildung Linnés für diese Pflanzenart, die zuvor Lamium montanum oder Melissae folio genannt wurde. Er leitet sich vom griechischen μέλισσα mélissa, (mélitta) für „Biene“ ab. Das Artepitheton leitet sich von lateinisch mel für „Honig“ und der latinisierten Form des griechischen Wortes φύλλον phyllon für „Blatt“ ab, was sich durch den Honiggeruch der zerriebenen Laubblätter erklärt. Der Name melissophyllon wird bereits von Vergil (Georgica 4,63) und Plinius dem Älteren (Naturalis historia, Buch 20,116 und 21,149) für das Immenblatt verwendet.
Je nach Autor gibt es etwa drei Unterarten (Stand 2003):
- Melittis melissophyllum subsp. albida (Guss.) P.W.Ball (Syn.: Melittis albida Guss., Melittis graeca Klokov, Melittis melissophyllum var. albida (Guss.) Nyman): Sie kommt von Sardinien, Sizilien sowie Malta über Italien und von Südosteuropa über Griechenland bis zum nördlichen Teil der asiatischen Türkei vor.[4][6]
- Melittis melissophyllum subsp. carpatica (Klokov) P.W.Ball (Syn.: Melittis carpatica Klokov, Melittis subcordata Klokov, Melittis sarmatica Klokov, Melittis carpatica var. sarmatica (Klokov) Soó, Melittis carpatica var. subcordata (Klokov) Soó, Melittis melissophyllum subsp. sarmatica (Klokov) Gladkova): Sie kommt in den nordöstlichen Alpen nur in Österreich und von der ehemaligen Tschechoslowakei, Polen sowie Ungarn, in den Karpaten bis in die Baltischen Staaten, Kaliningrad, Belarus sowie Ukraine bis Südosteuropa vor.[4][6]
- Melittis melissophyllum L. subsp. melissophyllum (Syn.: Melissa sylvestris Lam., Melissa tragi Garsault nom. inval., Oenonea melissifolia Bubani, Melittis melissifolium Gilib. nom. inval., Melittis grandiflora Sm., Melittis hispanica Klokov, Melittis kerneriana Klokov, Melittis melissophyllum var. grandiflora (Sm.) Nyman): Sie ist von der Iberischen Halbinsel über Frankreich bis Italien und Mitteleuropa verbreitet.[4][6]

Die Unterart wie Melittis melissophyllum subsp. carpatica  wird von Fischer 2005 in Frage gestellt.

## Bildergalerie

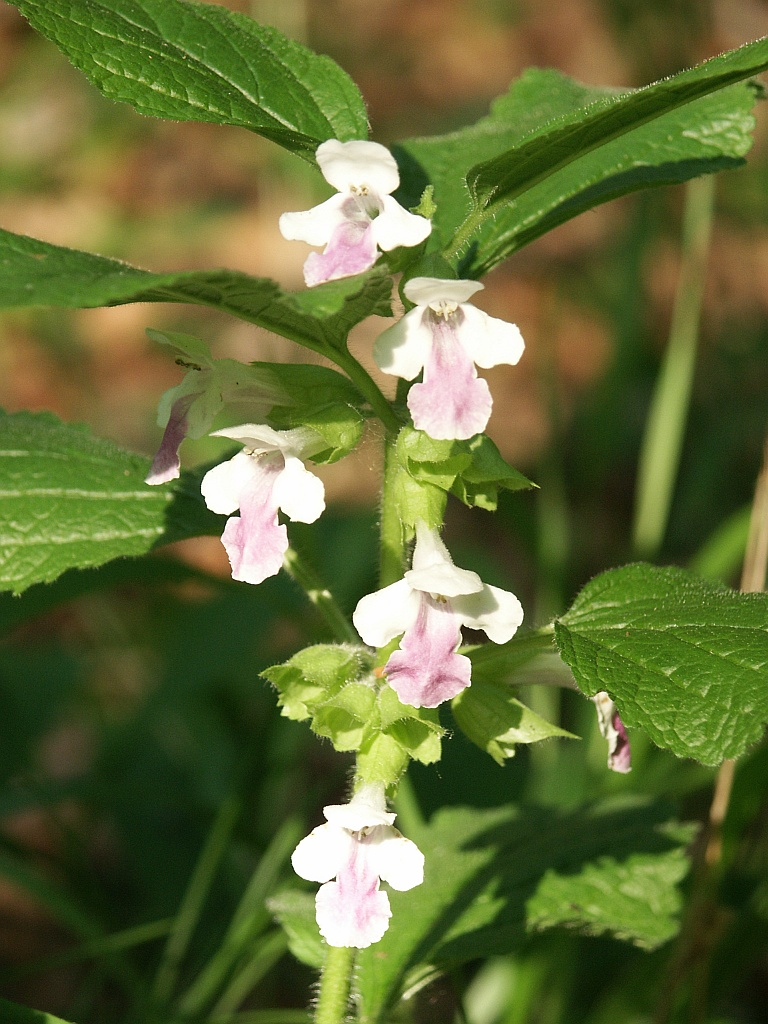
Blütenstand
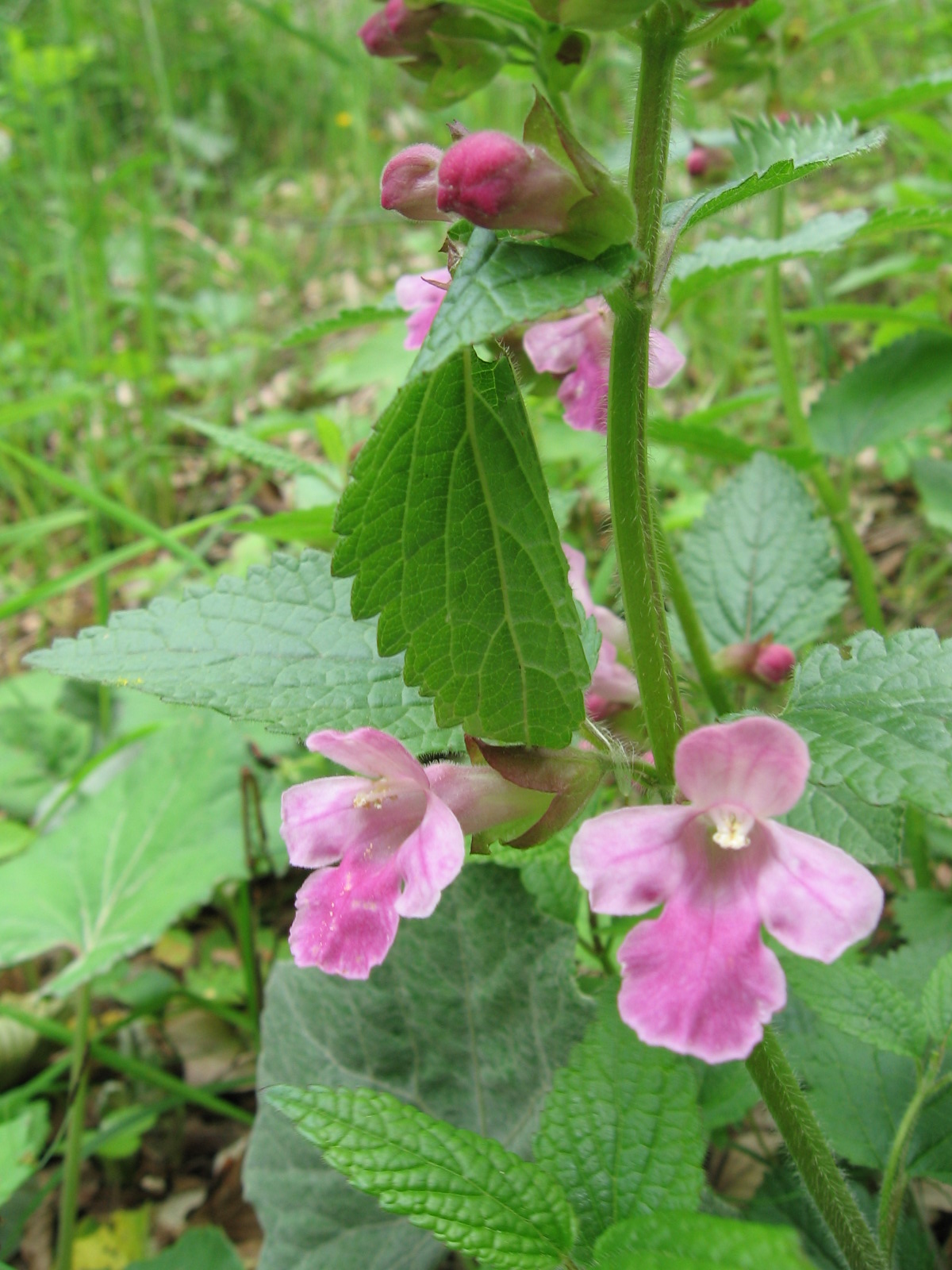
Rosa Farbvariante
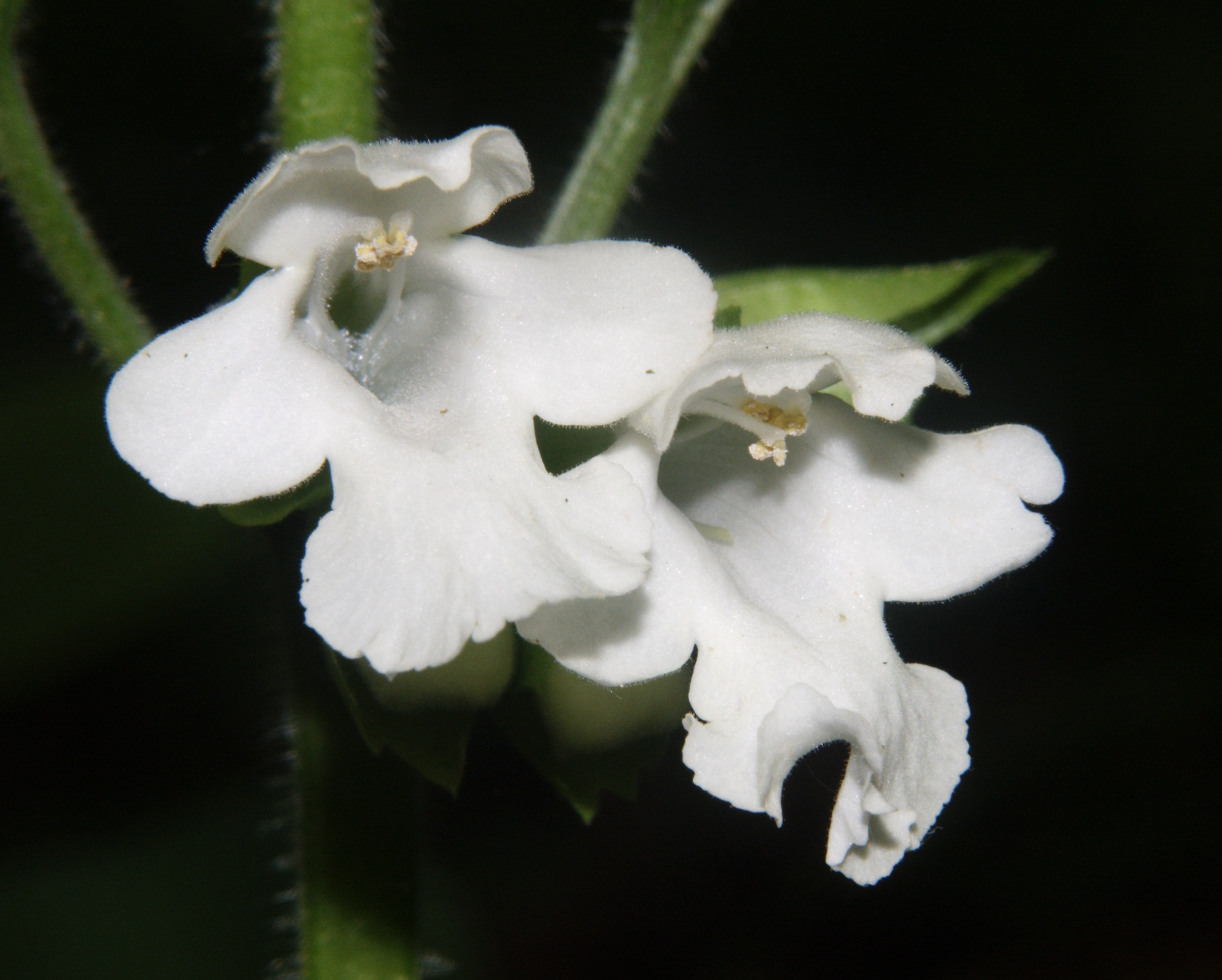
Weiße Farbvariante
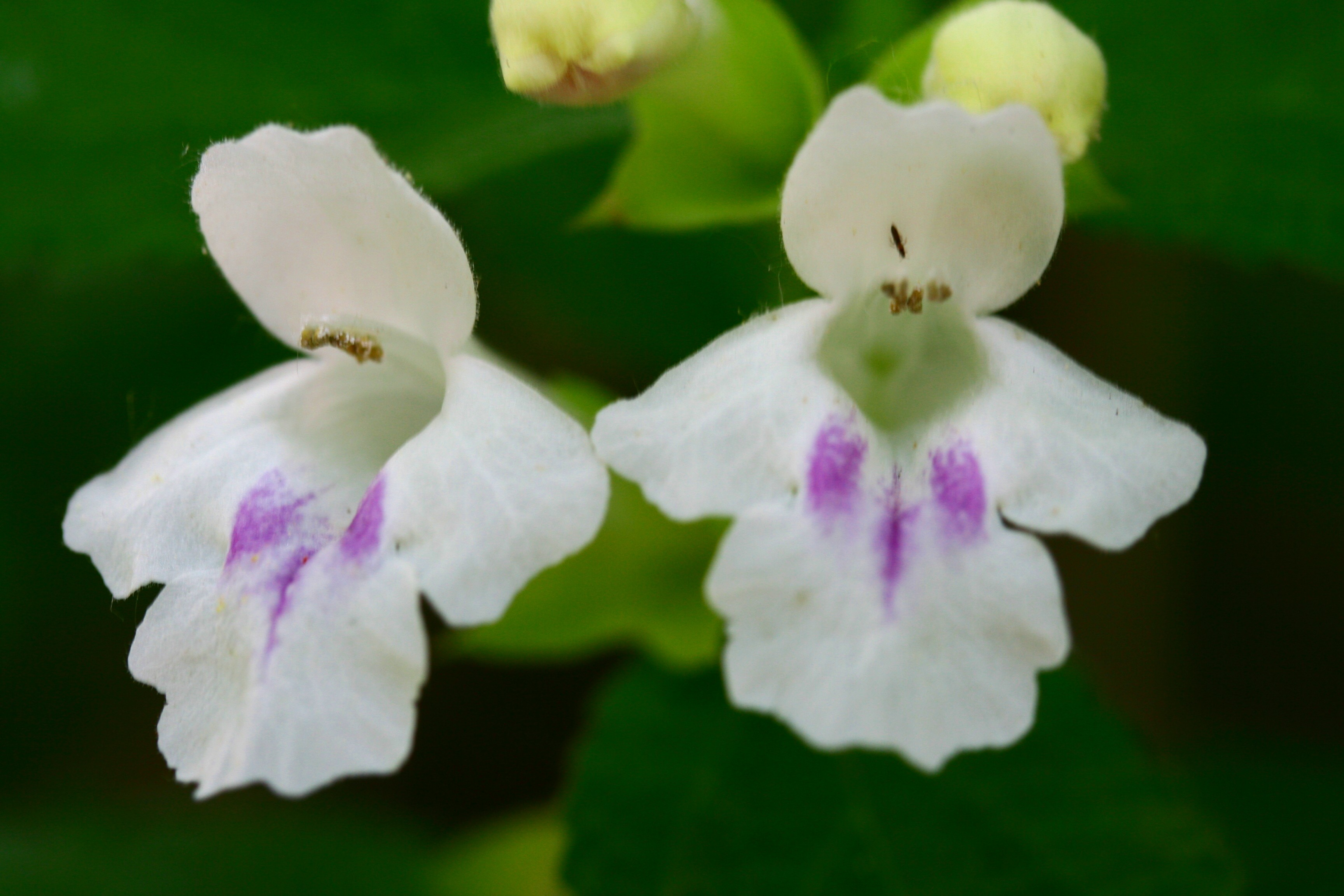
Mit gefleckten Blüten